# Grisetåodde Fyr
Grisetåodde Fyr er et fredet 10 meter højt vinkelfyr af jern på halvøen Grisetåoddes kyst nordøst for Oddesundbroen, som blev bygget i 1909. Fyrets opgave er at styre og lede skibstrafikken nordfra gennem Oddesund ud i Nissum Bredning.